# Twin Cities Hiawatha

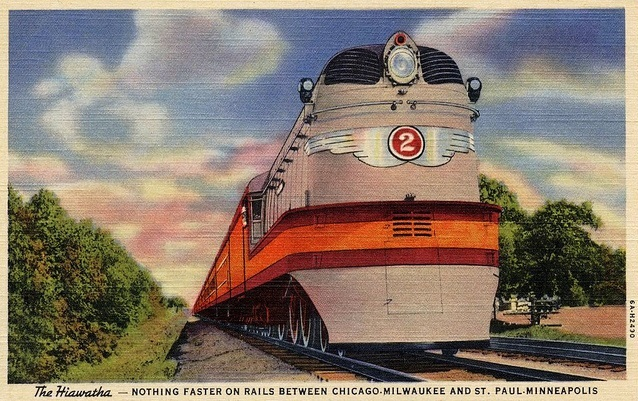
Eine Klasse A Atlantic-Lokomotive vor dem ersten Hiawatha-Zug von 1935

Der Twin Cities Hiawatha war ein luxuriöser Reisezug der Chicago, Milwaukee, St. Paul and Pacific Railroad, der zwischen Chicago und der Doppelstadt Minneapolis/St. Paul („Twin Cities“) verkehrte. Hiawatha war ein traditioneller Zugname dieser Gesellschaft.

## Einführung
Der Zug nahm seinen Betrieb am 29. Mai 1935 auf. Er legte die 660 Kilometer lange Strecke täglich in knapp sechs Stunden zurück. Für den Zug entwarf die Milwaukee neue, stromlinienförmige, leichte Schnellzugwagen, vornehmlich um der Konkurrenz, dem Twin Cities Zephyr der Chicago, Burlington and Quincy Railroad (CB&Q) sowie dem Twin Cities 400 der Chicago and North Western Railway (C&NW), Paroli zu bieten.
Während die CB&Q auf Schnelltriebwagen und die C&NW auf umgebaute Pacifics mit traditionellen Personenwagen setzte, verwendete die Milwaukee eigens von ALCo neu konstruierte und vom Industriedesigner Otto Kuhler gestaltete Dampflokomotiven der Klasse A mit einer Höchstgeschwindigkeit von mehr als 160 km/h. Die in bahneigenen Werkstätten gebauten beiden orangefarbenen Zugsets mit ihren unverwechselbaren bogenförmigen Seitenfenstern bestanden aus je drei Großraumwagen, einem Parlor Car (Salonwagen), einem „Tap-Café“-Wagen und der berühmten Beavertail-Lounge, einem Kanzelwagen am Zugschluss.
Wie bei dem Pioneer Zephyr der Burlington oder dem M-10000 der Union Pacific Railroad säumten oft Schaulustige die Strecke. Ursprünglich wurden nur fünf Zwischenstopps eingelegt. Die Strecke war bereits 1935 mit Führerstandssignalisierung ausgestattet, die weiße, grüne oder rote Lichter in der Lokomotive anzeigte. Bei Annäherung an ein rotes Signal wurde außerdem ein lautes Pfeifensignal im Führerstand ausgelöst, das erst mit dem Betätigen der Bremse aufhörte.

## Nachfolger

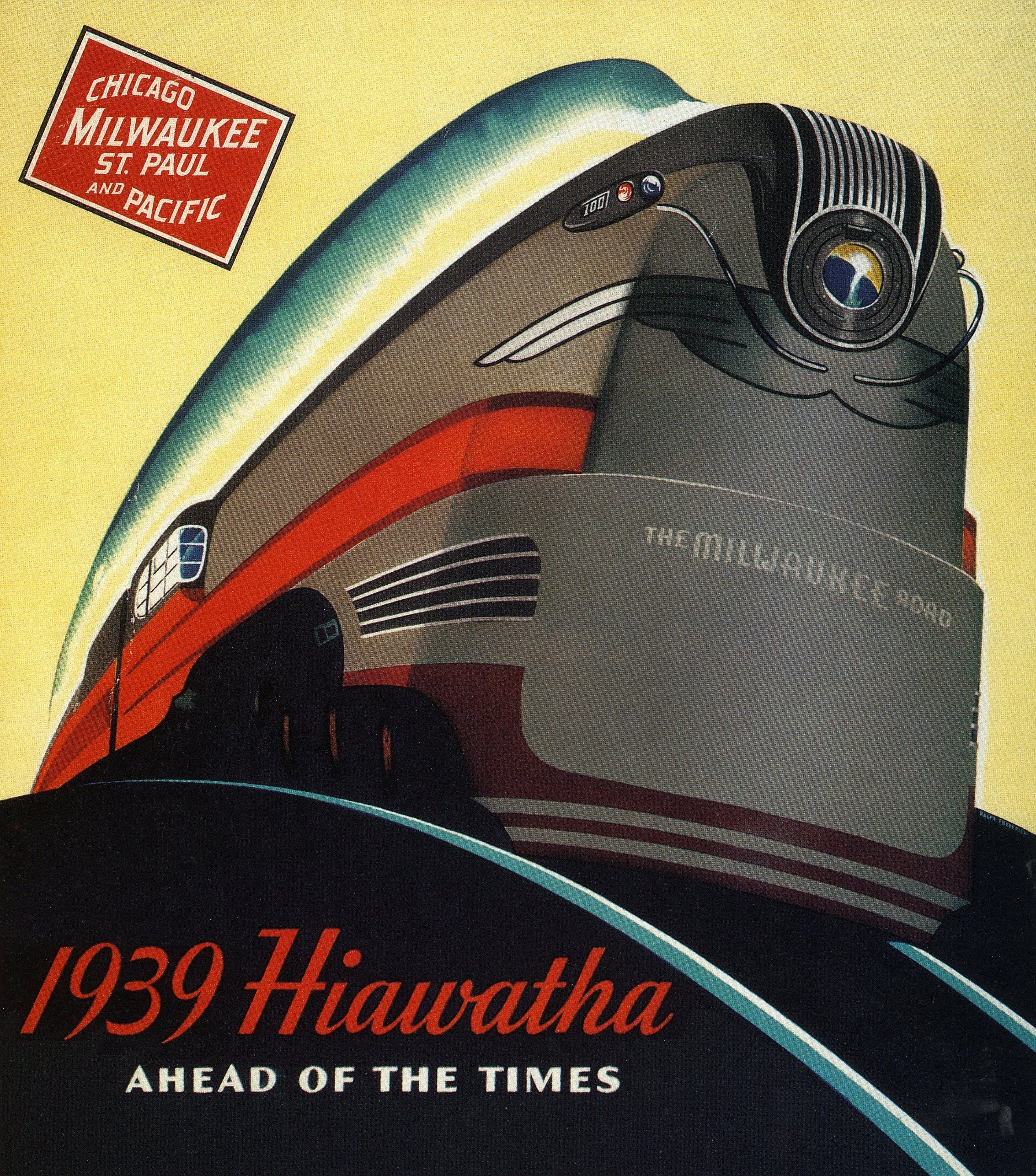
Eine Werbegrafik der Milwaukee Road zur Einführung neuen Hiawatha-Materials stilisiert die von Otto Kuhler gestaltete Stromlinienform der F7-Dampfloks.

Der Erfolg des Zuges ließ die Milwaukee bereits ein Jahr später neue Zuggarnituren beschaffen. Sie hatten zusätzlich Speisewagen, je einen kombinierten Gepäckwagen/Lounge Car (Salonwagen) und einen etwas veränderten „Beavertail“-Kanzelwagen (vier längliche Fenster statt zwei kleine brezelförmige). Dieser „1937“-Hiawatha war durch je eine Längsrippe unter und über den nun rechteckigen Fenstern leicht vom Vorgänger zu unterscheiden.
Zum 19. September 1938 wurde der Zug abermals mit neuen Fahrzeugen versehen, deren Innenausstattung wie gesamte äußere Stromlinienform vom deutsch-amerikanischen Industriedesigner Otto Kuhler stammte. Die Wagenseiten beim „1939“-Hiawatha waren jetzt außen komplett „gerippt“, die Fensterbänder in markante Dreiergruppen gegliedert und der Endwagen mit ellipsenförmigen Schattenblechen versehen, die ihn unverwechselbar machten. Für das wiederum in den bahneigenen Menomonee Valley-Werkstätten gebaute Wagenmaterial beschaffte die Milwaukee aufgrund des gestiegenen Gewichts bei ALCO sechs neue „Baltic“-Dampflokomotiven und reihte sie als Klasse F-7 (Nummer 100 bis 105) ein.

Hiawatha-Material von 1938
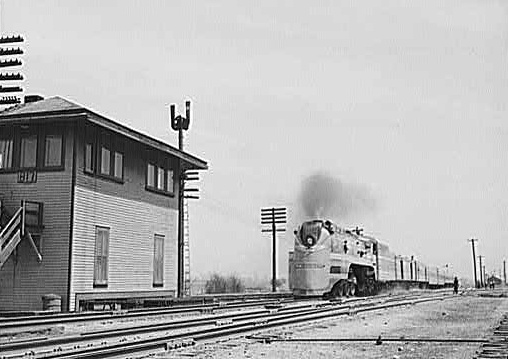
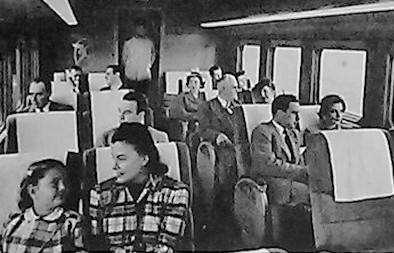
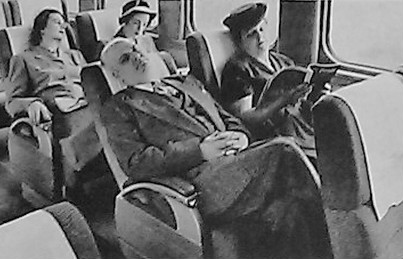
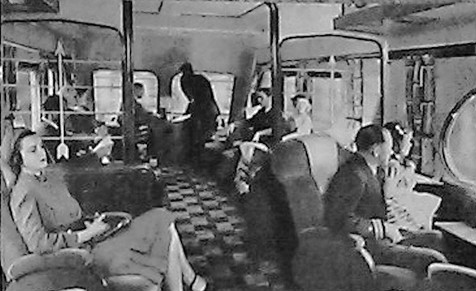
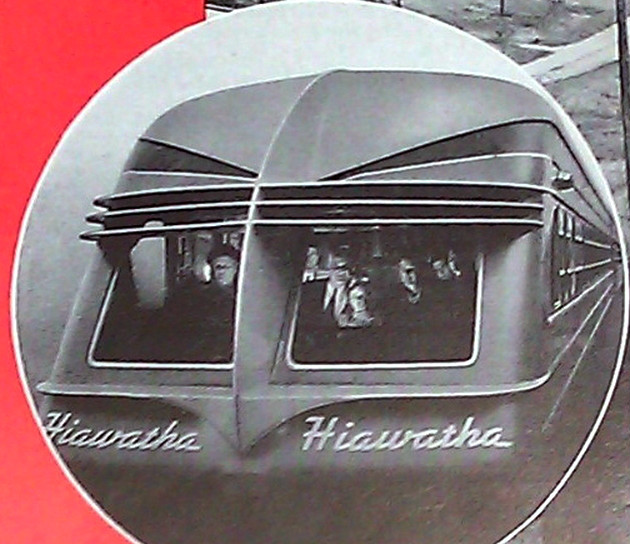

Ab Januar 1939 wurde der Fahrplan geändert. Der Twin Cities Hiawatha wurde durch zwei Züge, den Morning Hiawatha und den Afternoon Hiawatha, ersetzt. Damit bot die Milwaukee zwei ausgezeichnete Tagesrandverbindungen zwischen den Twin Cities Minneapolis/St. Paul und Chicago. Die Fahrzeuge blieben die gleichen, nur fuhr nun jede Garnitur die Strecke täglich hin und zurück.

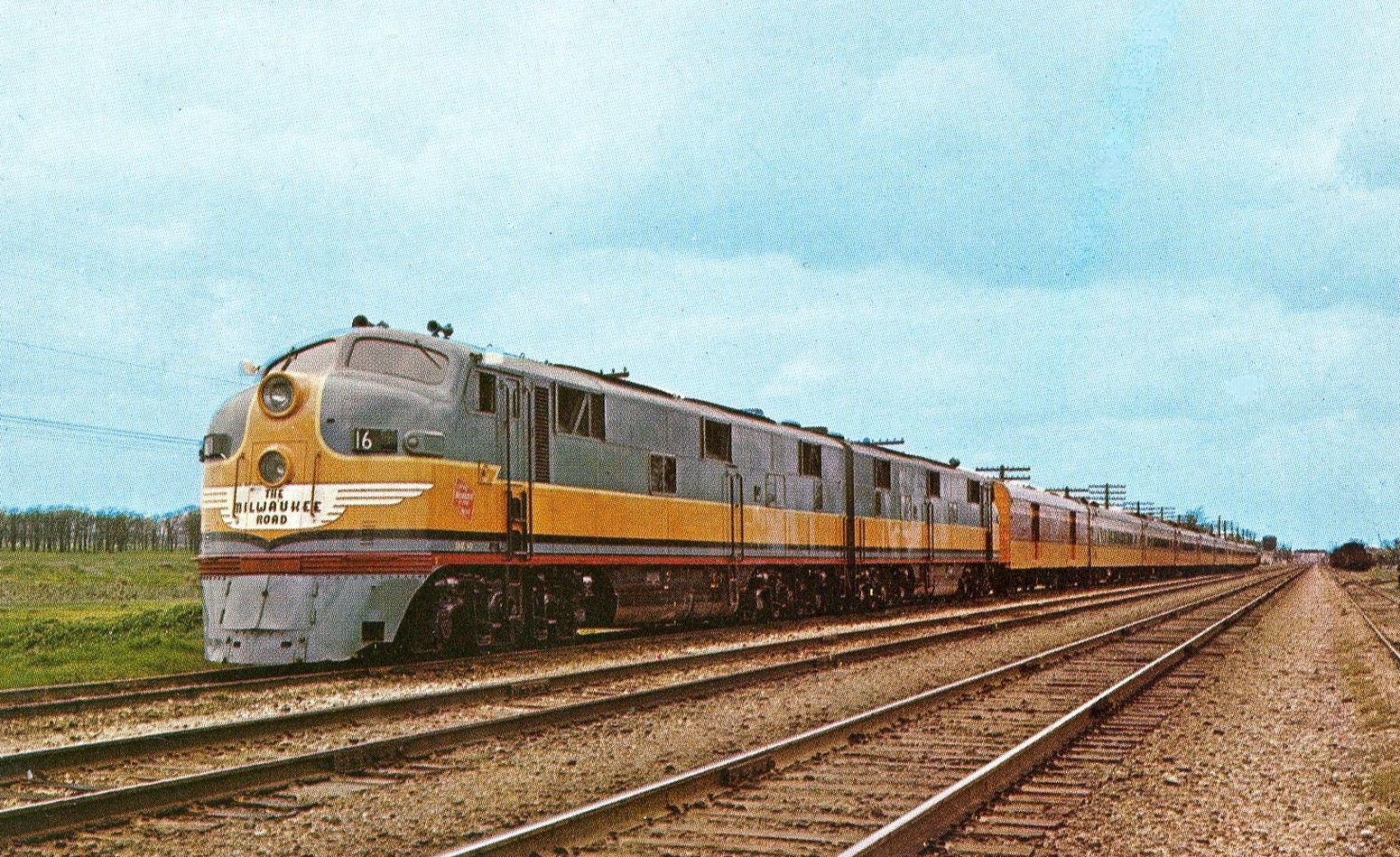
Hiawatha-Diesellokomotive Nr. 15

1941 begann die Milwaukee, für ihre Hiawatha-Züge Diesellokomotiven zu beschaffen, zuerst ein A-A Set Alco DL-109, das die Nummer 14 bekam, dann ein A-A Set EMD E6, das als Nummer 15 eingereiht wurde. Parallel wurden erneut neue Personenwagen beschafft. In den folgenden Jahren wurden die Züge zum Teil gemischt, ältere Fahrzeuge wurden modernisiert und die Zuglängen stiegen, besonders während des Zweiten Weltkriegs, auf bis zu 15 Wagen.
Ab 1947 wurden, parallel zur Einführung des Olympian Hiawatha, erneut neue Fahrzeuge für den Zug beschafft. Markenzeichen des neuen „Hiawatha“ waren die zum Teil ovalen Fenster und kreisrunden Bullaugen-Fenster der Türen und die von Brooks Stevens entworfenen „Skytop Lounges“, vier Aussichtswagen mit großzügig verglaster Endkuppel und Salonabteilen mit drehbaren Sitzen.
1952 führte die „Milwaukee Road“ mit dem „Super Dome“ erstmals in den USA Aussichtswagen ein, bei denen sich die durchsichtige Kanzel mit Panoramafenstern über die gesamte Wagenlänge erstreckte. Das obere Stockwerk konnte bis zu 70 Passagiere aufnehmen, während sich im unteren Stockwerk eine Cocktail-Lounge befand. Diese von der Pullman-Standard Car Manufacturing Company gebauten sechsachsigen Wagen waren die schwersten der Hiawatha-Flotte und wie auch die „Skytops“ die bei den Passagieren sehr beliebt. Von den zehn gelieferten Superdomes gingen sechs an den Olympian Hiawatha, während die übrigen vier an die Morning- und Afternoon-Hiawathas verteilt wurden.

Innenansichten vom Super Dome
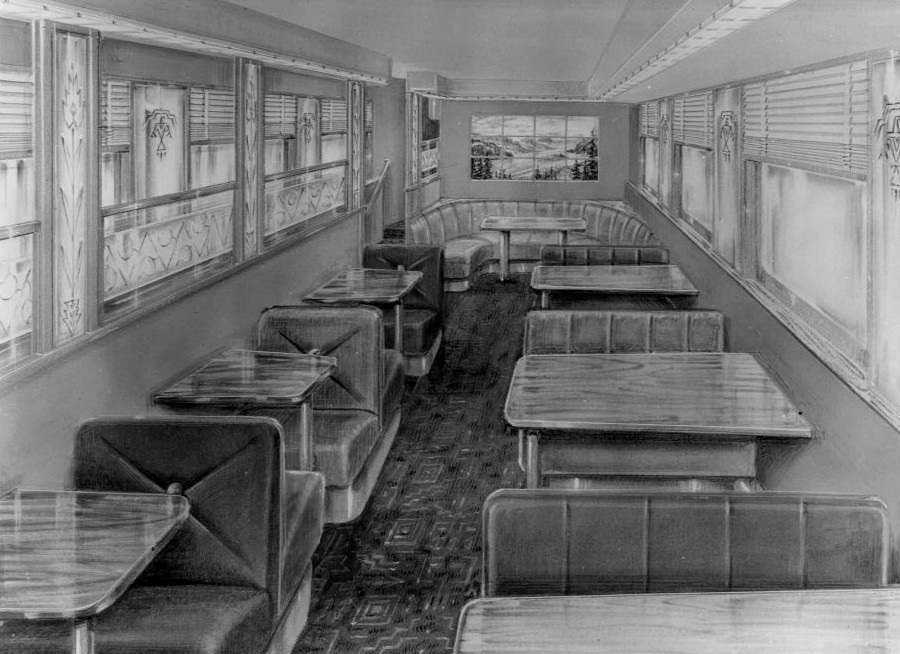
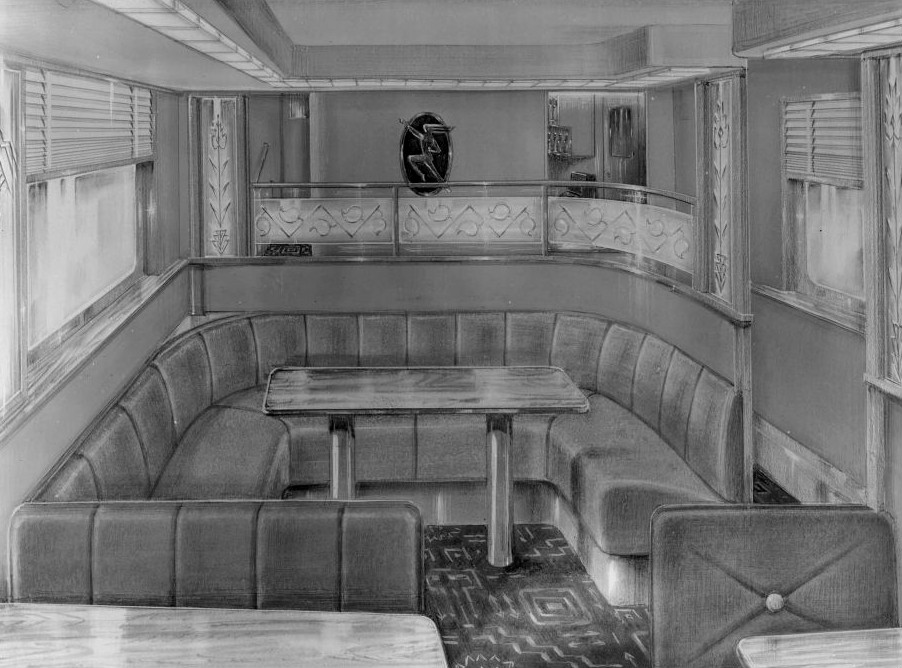
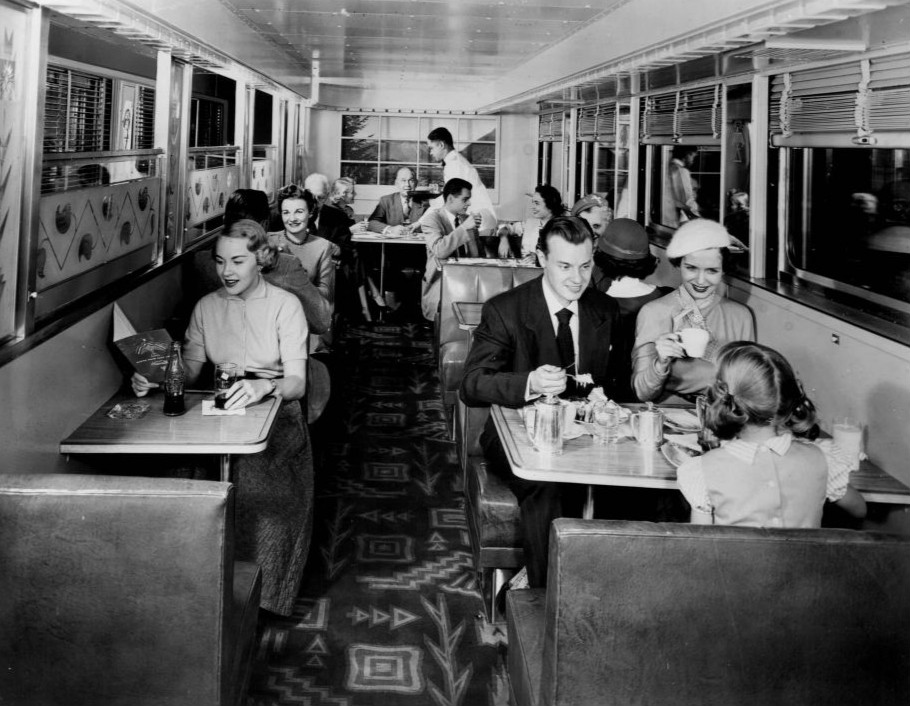
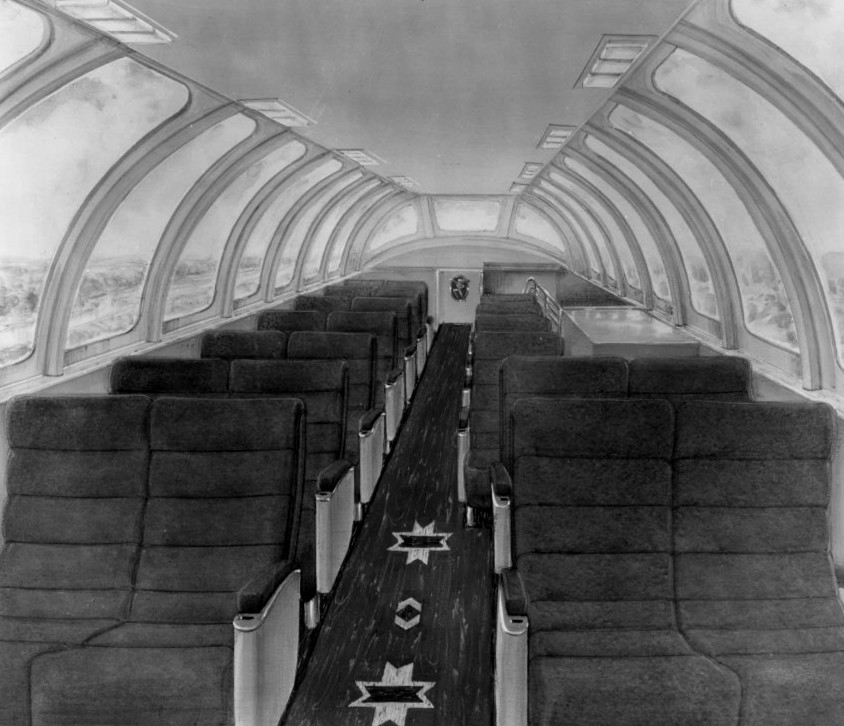
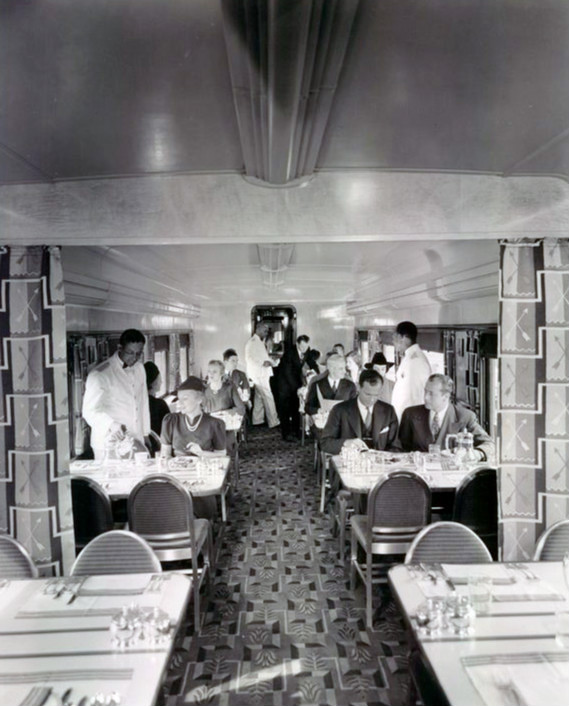

## Einstellung

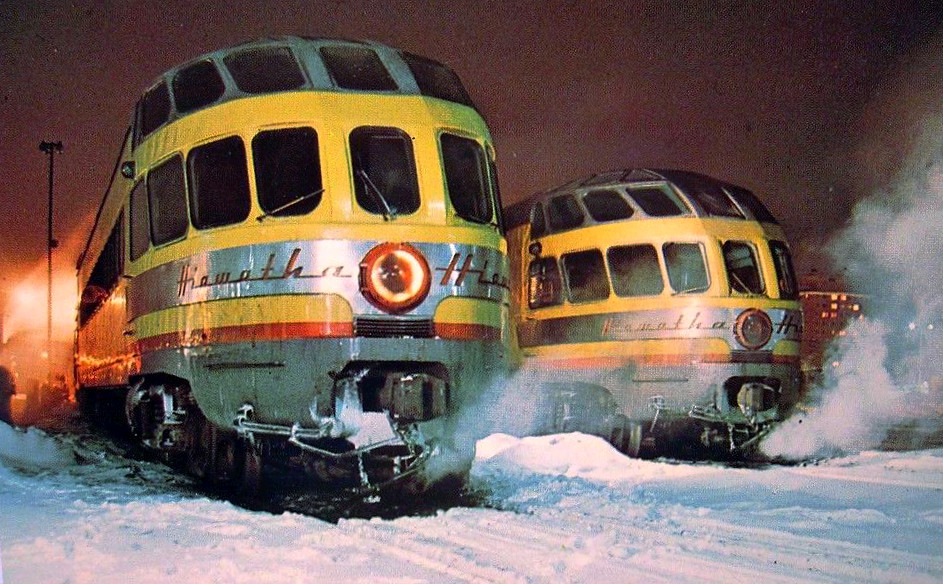
1955 erfolgte eine Umstellung auf die gelbe Lackierung der Union Pacific.

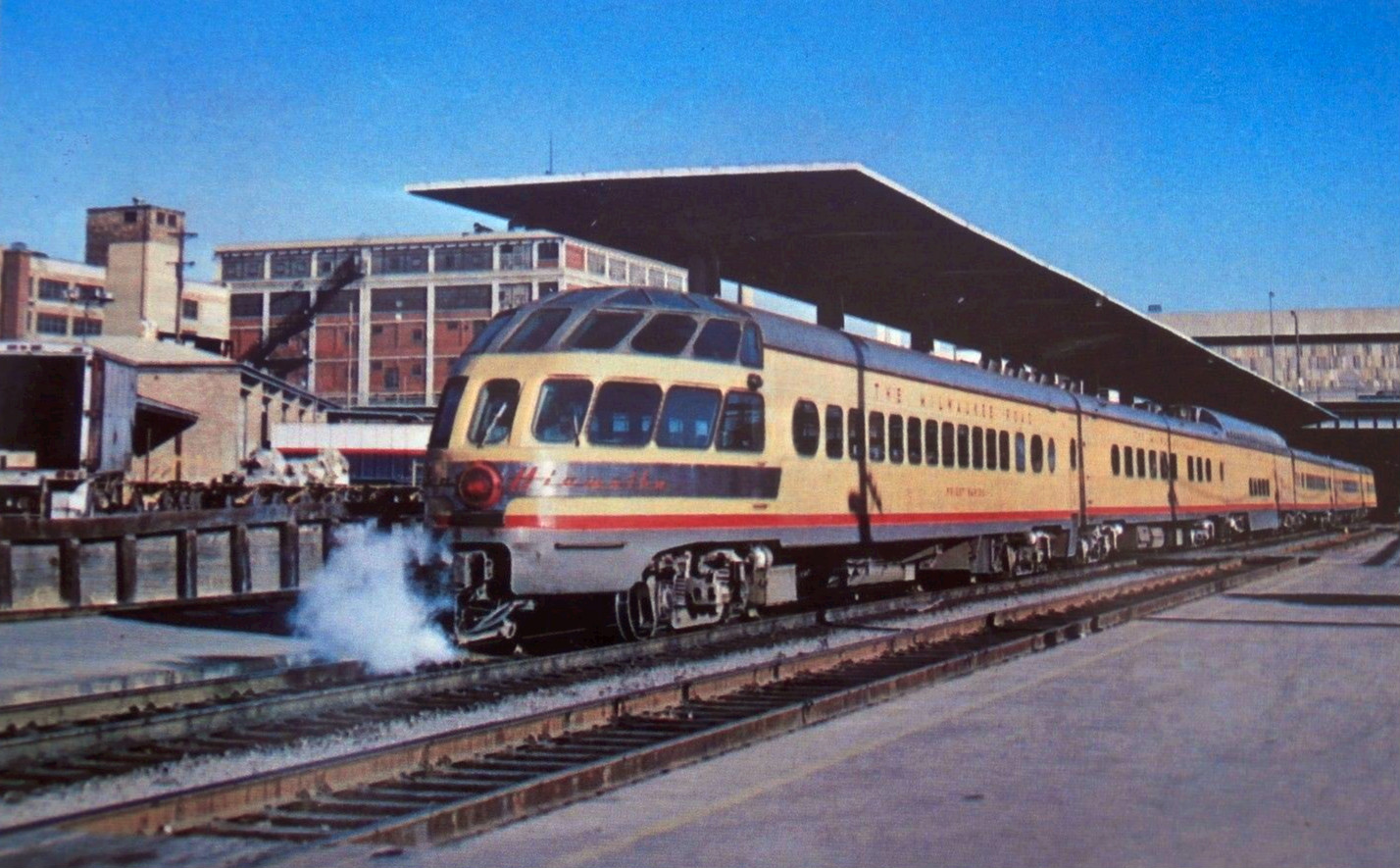
Skytop-Aussichtswagen 1968 in der Union Station von Milwaukee

Der Afternoon Hiawatha fuhr bis Januar 1970, der Morning Hiawatha noch knapp ein Jahr länger, bis Amtrak zum 1. Mai 1971 den Personenfernverkehr in den Vereinigten Staaten weitestgehend übernahm. Fortan verkehrte zwischen Chicago und den Twin Cities nur noch der von der Great Northern Railway übernommene Empire Builder, der allerdings auf die Strecke der Milwaukee Road verlegt wurde.
Am 16. Januar 1972 brachte Amtrak den Namen Twin Cities Hiawatha als Zugverbindung wieder zurück. Am 12. Juni des Jahres wurde er mit dem North Coast Hiawatha kombiniert, der dreimal wöchentlich über Minneapolis hinaus weiter nach Seattle verkehrte. 1978 wurde der Twin Cities Hiawatha durch den North Star ersetzt, einen Nachtzug von Chicago über Minneapolis nach Duluth.
Von den vier Skytop-Lounge-Wagen sind drei Stück erhalten geblieben. Das abgebildete Fahrzeug 186 „Cedar Rapids“ wurde in den Ursprungszustand zurückversetzt und ist betriebsfähig. Von den Super Dome Cars 55 und 57 bis 59 sind ebenfalls noch drei Stück erhalten geblieben, während der Wagen 58 infolge von Rostschäden im November 2009 verschrottet werden musste.

Betriebsfähig erhaltene Skytop- und Superdome-Wagen
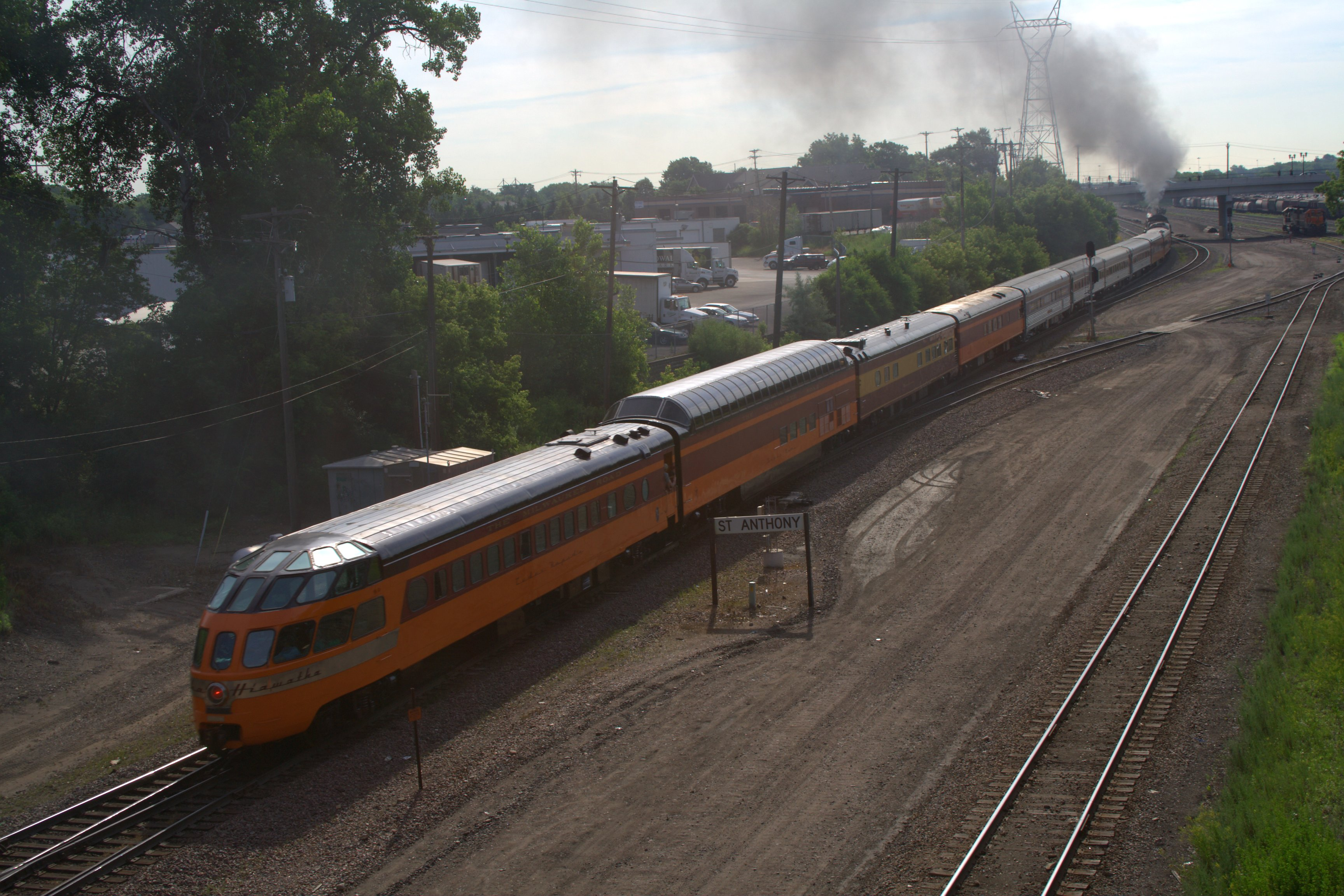
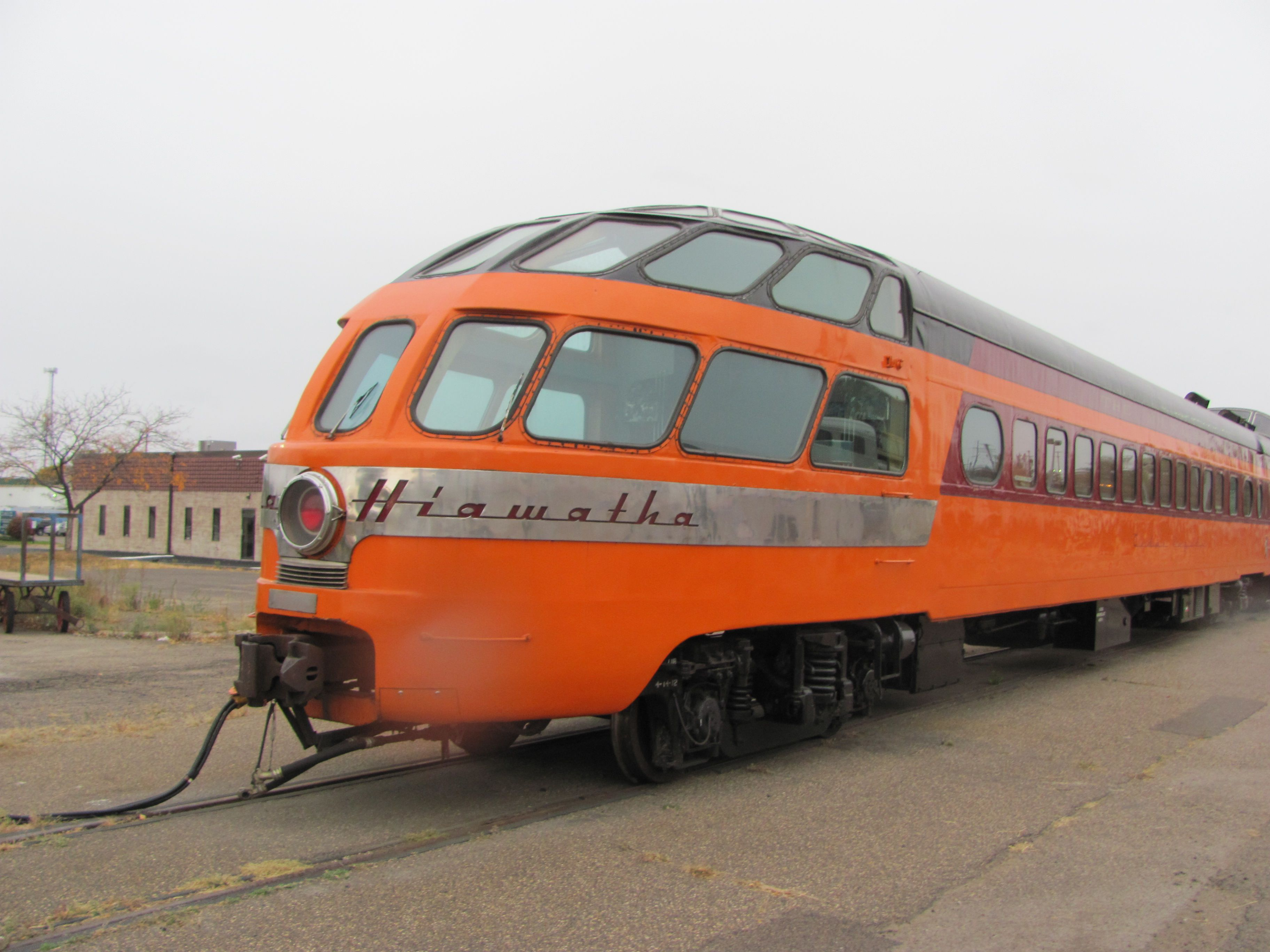
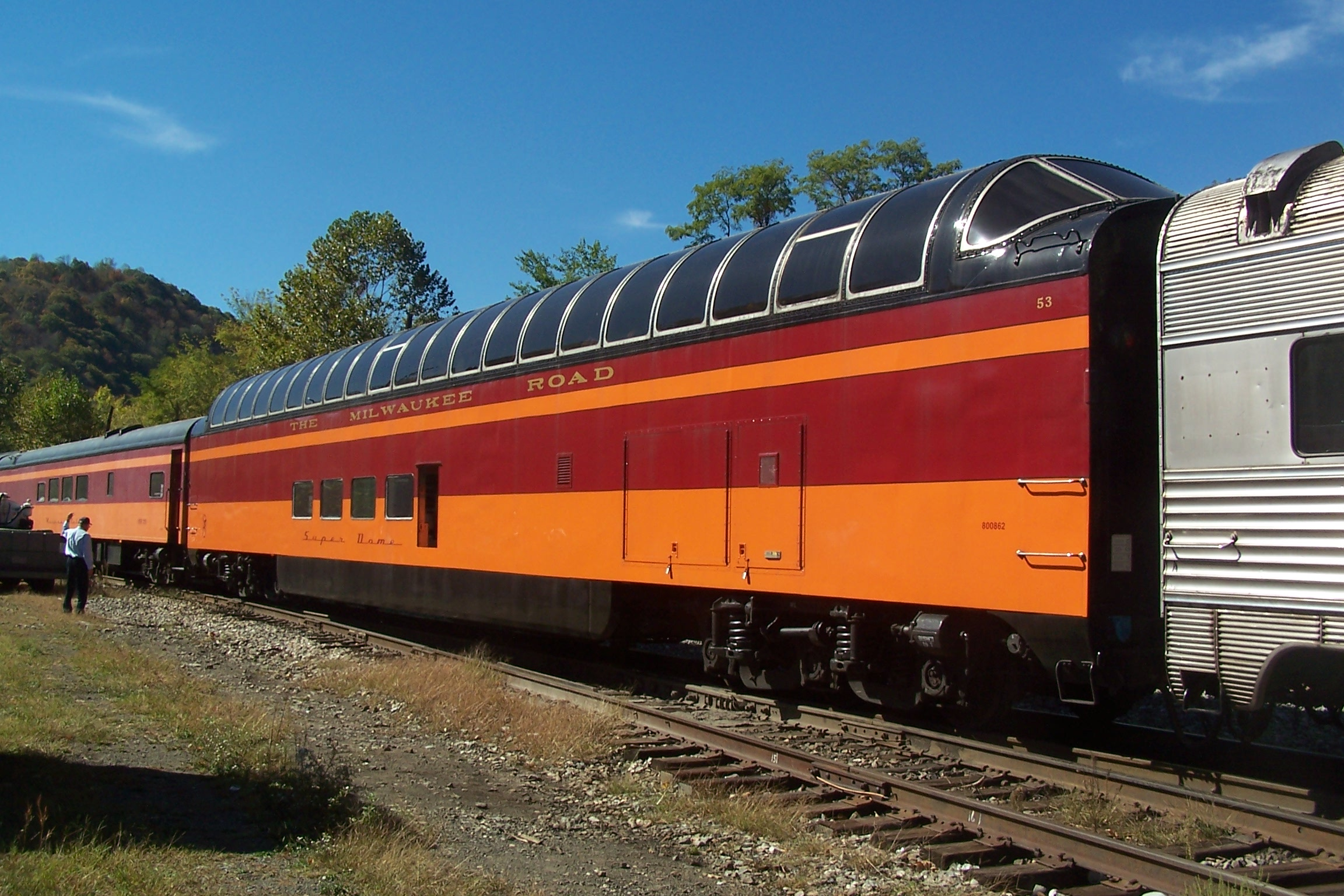
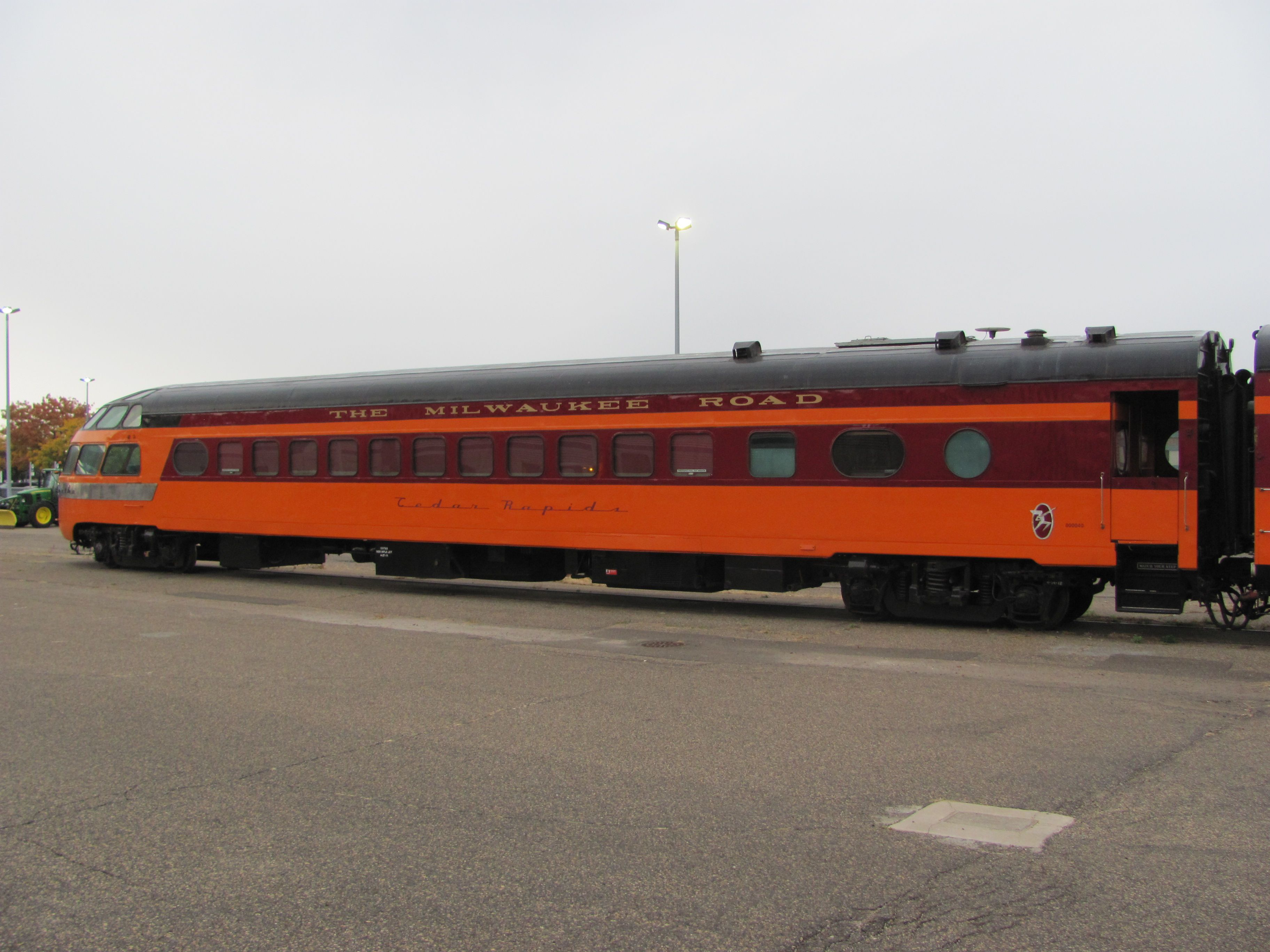
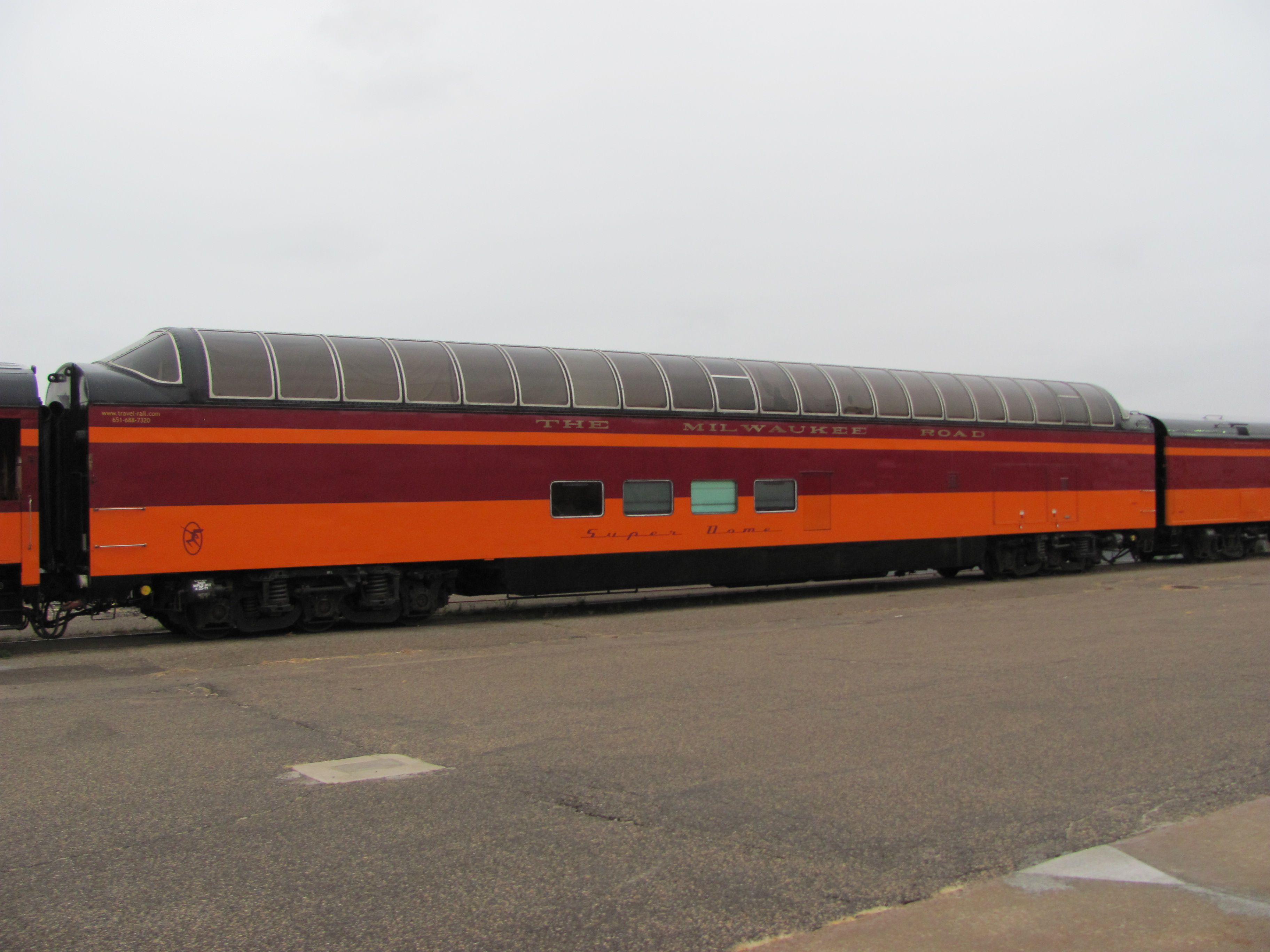